# Ters (musik)
För andra betydelser, se Ters (olika betydelser).
Ters är ett musikaliskt intervall på två diatoniska steg, samt beteckning för den tredje tonen i en diatonisk skala. Ordet kommer av latinets tertius, ’tredje’.
Tersen finns liksom sexten i två varianter: stor och liten. Liten ters definierar molltonalitet, medan stor definierar dur. Dessutom finns flera möjligheter till intonation av tersen beroende på sammanhanget.
Picardisk ters är en benämning på när slutackordet i ett stycke i moll innehåller en durters.

## Härledning av intervallet

### Ren stämning

#### Stor ters
Den stora tersen, durtersen, är ett mycket konsonant intervall som återfinns mellan 4:e och 5:e deltonen (samt mellan 8:e och 10:e) i den harmoniska deltonserien (4:5) och motsvarar frekvensförhållandet
{\displaystyle {\frac {5}{4}}=1{\text{,}}25:1} (stor ters uppåt)
eller
{\displaystyle {\frac {4}{5}}=0{\text{,}}8:1} (stor ters nedåt)
Centtalet för den stora rena tersen blir
{\displaystyle C=1200\log _{2}\left({\frac {5}{4}}\right)\approx {386}}

#### Liten ters
Den lilla tersen, molltersen, kan vid första anblicken se ut att vara nästan lika konsonant som den stora tersen. Den hittas mellan 5:e och 6:e deltonen:
{\displaystyle {\frac {6}{5}}=1{\text{,}}2:1} (liten ters uppåt)
eller
{\displaystyle {\frac {5}{6}}\approx {0{\text{,}}833333:1}} (liten ters nedåt)
Men den stora tersen är konsonant mot grundtonen i tonarten (C-E i C-dur) medan den lilla tersen (E-G i C-dur) snarare är på väg att bilda ett e-mollackord i C-dur, vilket inte alls är lika konsonant.
Centtalet för den rena lilla tersen blir
{\displaystyle C=1200\log _{2}\left({\frac {6}{5}}\right)\approx {316}}

### Pythagoreisk stämning

#### Stor ters
I pythagoreisk stämning hittas den stora tersen genom att stapla 4 kvinter på varandra och sedan dra bort 2 oktaver:
{\displaystyle \left({\frac {3}{2}}\right)^{4}\cdot \left({\frac {1}{2}}\right)^{2}={\frac {81}{64}}={1{\text{,}}265625:1}}
Centtalet för den stora pythagoreiska tersen blir
{\displaystyle C=1200\cdot \log _{2}\left({\frac {81}{64}}\right)\approx {408}}

#### Liten ters
Den lilla tersen fås genom att från en ren kvart (4:3) dra bort en pythagoreisk helton (8:9).
{\displaystyle \left({\frac {4}{3}}\right)^{1}\cdot \left({\frac {8}{9}}\right)^{1}={\frac {32}{27}}\approx {1{\text{,}}185185:1}}
Centtalet för den lilla pythagoreiska tersen blir
{\displaystyle C=1200\cdot \log _{2}\left({\frac {32}{27}}\right)\approx {294}}

### Liksvävande temperatur
I liksvävande temperatur definieras alla intervall utifrån den liksvävande halvtonen. 

#### Stor ters
Den stora tersen består av 4 liksvävande halvtoner och kan definieras som 
{\displaystyle {\frac {2}{1}}^{\frac {4}{12}}\approx {1{\text{,}}259921:1}}
Centtalet för den stora liksvävande tersen blir
{\displaystyle C=1200\cdot \log _{2}\left({\frac {2^{\frac {4}{12}}}{1}}\right)=400}

#### Liten ters
Den lilla tersen består av 3 liksvävande halvtoner och kan definieras som 
{\displaystyle {\frac {2}{1}}^{\frac {3}{12}}\approx {1{\text{,}}189207:1}}
Centtalet för den lilla liksvävande tersen blir
{\displaystyle C=1200\cdot \log _{2}\left({\frac {2^{\frac {3}{12}}}{1}}\right)=300}